# Alstom Metropolis

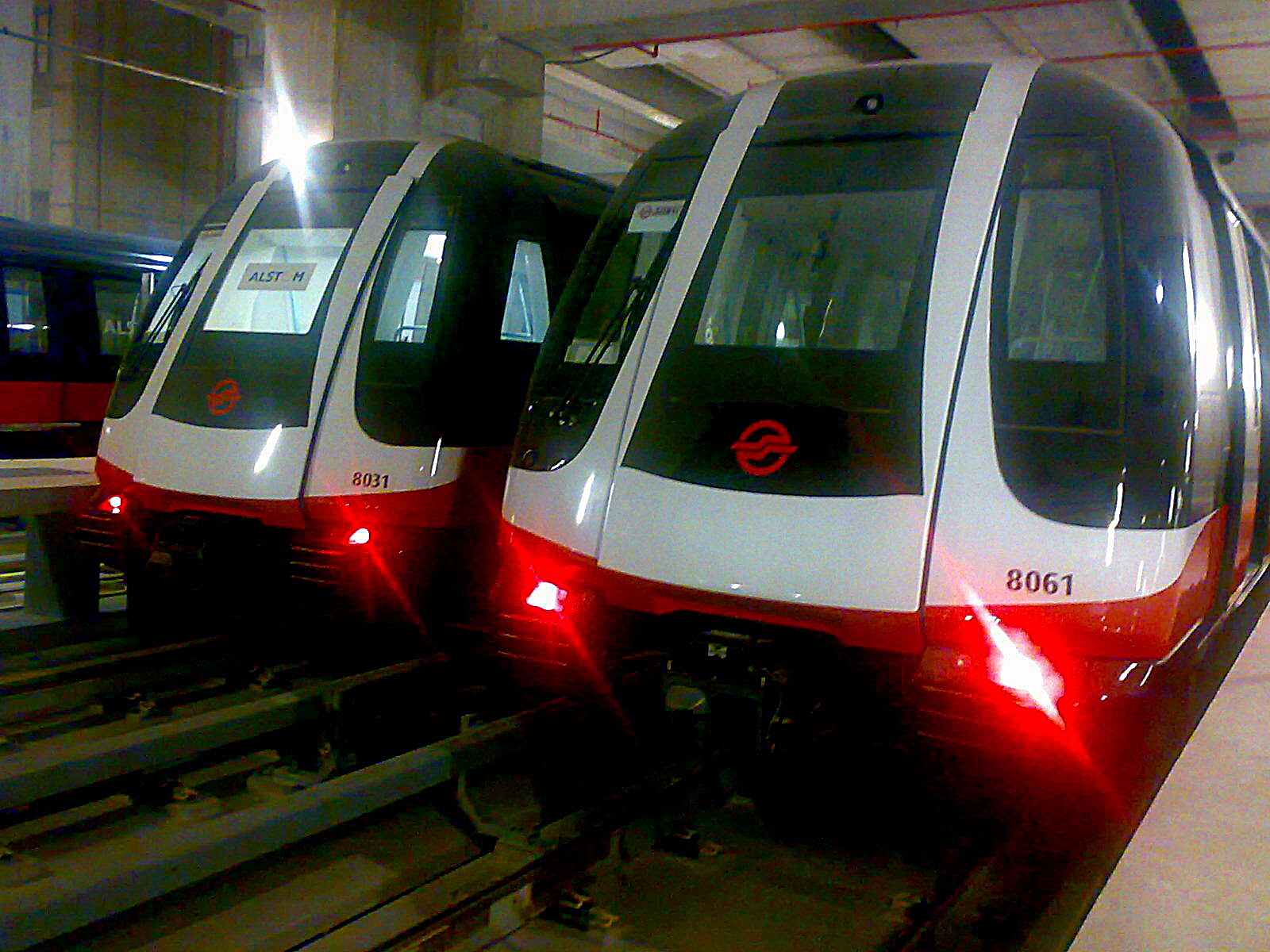
Due convogli Alstom Metropolis (C830) senza conduttore della metropolitana di Singapore.

Metropolis è il nome commerciale che contraddistingue una famiglia di veicoli ferroviari metropolitani prodotti da Alstom, di cui esistono varie versioni in circolazione in diversi Paesi.
I convogli Metropolis sono circolanti in 25 città nel mondo, tra cui Parigi (compreso il GPE), Santiago del Cile, Varsavia, Shanghai, Singapore, Buenos Aires, San Paolo, Nanchino, Barcellona, Santo Domingo, Budapest, Istanbul, Amsterdam, Lima, Panama, Chennai, Los Teques, Xiamen, Kochi, Lucknow, Losanna, Guadalajara, Lione (2019), Sydney (2019), Riyad (2019), Hanoi (2021) e Montreal (2021).
Al 2018, più di 5.500 carrozze erano in circolazione; i convogli possono essere assemblati in configurazioni da 2 a 10 carrozze e possono funzionare con o senza conduttore (più di 380 treni senza conduttore venduti dal 1998).

## Treni
| Paese           | Rete              | Linee                                                  | Tipo                   | UTO | Numero | IIS  |
| --------------- | ----------------- | ------------------------------------------------------ | ---------------------- | --- | ------ | ---- |
| Argentina       | Buenos Aires      | Linea D                                                | Serie 100              |     | 96     | 2004 |
| Argentina       | Buenos Aires      | Linea D e Linea H                                      | Serie 300              |     | 180    | 2016 |
| Brasile         | San Paolo         | Linea 5                                                | A48 - Frota 500 fase I |     | 8      | 2002 |
| Cile            | Santiago del Cile | Linea 1 e Linea 5                                      | NS-93                  |     | 34     | 1997 |
| Cile            | Santiago del Cile | Linea 4 e Linea 4A                                     | AS-2002                |     | 72     | 2004 |
| Cile            | Santiago del Cile | Linea 2                                                | NS-2004                |     | 11     | 2006 |
| Cile            | Santiago del Cile | Linea 2                                                | NS-2016                |     | 35     | 2018 |
| Cina            | Shanghai          | Linea 3 e Linea 4                                      | 03A01/02               |     | 49     | 2005 |
| Cina            | Shanghai          | Linea 5                                                | 05C01                  |     | 17     | 2002 |
| Cina            | Shanghai          | Linea 1                                                | 01A05                  |     | 16     | 2006 |
| Cina            | Shanghai          | Linea 2                                                | 02A02/03/04            |     | 53     | 2007 |
| Cina            | Shanghai          | Linea 10                                               | 10A01                  |     | 41     | 2009 |
| Cina            | Shanghai          | Linea 3 e Linea 4                                      | 04A02                  |     | 27     | 2014 |
| Cina            | Nanchino          | Linea 1 e Linea 2                                      |                        |     |        | 2005 |
| Cina            | Xiamen            | Linea 1                                                |                        |     | 16     | 2017 |
| Francia         | Lione             | Linea B e Linea D                                      | MPL 16                 | si  | 30     | 2019 |
| Francia         | Parigi            | Linea 4                                                | MP 89 CC               | no  | 52     | 1997 |
| Francia         | Parigi            | Linea 14                                               | MP 89 CA               | si  | 21     | 1998 |
| Francia         | Parigi            | Linea 2, Linea 5 e Linea 9                             | MF 01                  | no  | 173    | 2007 |
| Francia         | Parigi            | Linea 1 e Linea 14                                     | MP 05                  | si  | 67     | 2011 |
| Francia         | Parigi            | Linea 4, Linea 11 e Linea 14                           | MP 14                  | si  |        | 2020 |
| Francia         | Parigi            | Linea 15, Linea 16 e Linea 17                          |                        | si  |        | 2024 |
| Francia         | Parigi            | Linea 3 bis, Linea 7 bis, Linea 8, Linea 10 e Linea 12 | MP 19 CC               | no  |        | 2024 |
| Francia         | Parigi            | Linea 3, Linea 7 e Linea 13                            | MP 19 CA               | si  |        | 2027 |
| India           | Chennai           | Linea Blu e Linea Verde                                |                        |     | 42     | 2015 |
| India           | Kochi             | Linea 1                                                |                        |     | 25     | 2017 |
| India           | Lucknow           | Linea Blu                                              |                        |     | 20     | 2017 |
| Messico         | Guadalajara       | Linea 3                                                | Metropolis 9000        |     | 18     | 2018 |
| Paesi Bassi     | Amsterdam         | Linea 50, 51, 52 e 53                                  | M5                     |     | 28     | 2013 |
| Panama          | Panama            | Linea 1                                                | Metropolis 9000        |     | 19     | 2014 |
| Perù            | Lima              | Linea 1                                                | Metropolis 9000        |     | 19     | 2012 |
| Polonia         | Varsavia          | Linea 1                                                | Metropolis 98B         | no  | 18     | 2000 |
| Rep. Dominicana | Santo Domingo     | Linea 1 e Linea 2                                      | Metropolis 9000        |     | 34     | 2009 |
| Romania         | Bucarest          | Linea M5                                               | BM4                    | no  | 13     | 2025 |
| Singapore       | Singapore         | Linea MRT Nord Est                                     | C751A                  | si  | 25     | 2003 |
| Singapore       | Singapore         | Linea MRT Circle                                       | C830                   | si  | 40     | 2009 |
| Singapore       | Singapore         | Linea MRT Circle                                       | C830C                  | si  | 24     | 2015 |
| Singapore       | Singapore         | Linea MRT Nord Est                                     | C751C                  | si  | 18     | 2015 |
| Singapore       | Singapore         | Linea MRT Circle e Linea MRT Nord Est                  | C851E                  | si  | 17     | 2020 |
| Spagna          | Barcellona        | Linea 2 e Linea 4                                      | Metropolis 9000        | no  | 34     | 2008 |
| Spagna          | Barcellona        | Linea 9 e Linea 10                                     | Metropolis 9000        | si  | 22     | 2009 |
| Svizzera        | Losanna           | Linea 2                                                | Be 8/8 TL              | si  | 18     | 2017 |
| Turchia         | Istanbul          | Linea 2, Linea 3                                       |                        |     |        | 2012 |
| Ungheria        | Budapest          | Linea M2                                               | AM5-M2                 |     | 22     | 2009 |
| Ungheria        | Budapest          | Linea M4                                               | AM4-M4                 |     | 22     | 2014 |
| Venezuela       | Los Teques        | Linea 2                                                | Metropolis 9000        |     | 22     | 2015 |